# 前674年
| 千纪： | 前1千纪 |
| 世纪： | 前8世纪 \| 前7世纪 \| 前6世纪 |
| 年代： | 前700年代 \| 前690年代 \| 前680年代 \| 前670年代 \| 前660年代 \| 前650年代 \| 前640年代                                                                                 |
| 年份： | 前679年 \| 前678年 \| 前677年 \| 前676年 \| 前675年 \| 前674年 \| 前673年 \| 前672年 \| 前671年 \| 前670年 \| 前669年                                                   |
| 纪年： | 周惠王三年 魯莊公二十年 齊桓公十二年 晉献公三年 秦宣公二年 宋桓公八年 楚堵敖三年 衛惠公二十六年 陳宣公十九年 蔡穆侯元年 曹庄公28年 郑厉公后六年 燕庄公十七年 杞共公七年 |

## 大事记
- 春季，鄭厲公調停東周王室糾紛而不果，抓取燕仲父。[1]
- 夏季，鄭厲公迎回周惠王，安置於櫟城。[1]
- 秋季，周惠王及鄭厲公到達鄔地，進入東周王城，取其寶器而回。[1]
- 冬季，王子頹與起事的東周五大夫享樂之事傳出，鄭厲公邀請虢公醜一起討伐而獲得同意。[1]
- 亞述人入侵埃及，但被擊退。

## 逝世
- 努马·庞皮留斯：罗马国王